# Strepsiptera
Strepsiptera (do gregoː streptos = "torcido"; pteron = "asas"; nomeados, em inglêsː twisted-wing parasites ou twisted-winged parasites -pl.) é uma ordem de insetos diminutos, com distribuição cosmopolita, constituída por nove famílias extantes e cerca de 600 espécies descritas. Foram descobertos em 1793 (na descrição da espécie Xenos vesparum) e são definidos como "endoparasitas entomófagos", atacando espécies de insetos de 34 famílias distribuídas em sete ordens, sendo as ordens Hemiptera (subordem Homoptera) e Hymenoptera as mais procuradas; com uma família (Mengenillidae) atacando insetos Apterygota (Thysanura). Sua classificação como ordem se deu em 1813, por William Kirby. A característica marcante deste grupo de insetos é a presença de asas anteriores reduzidas a halteres, nos machos adultos, e a forma larviforme das fêmeas adultas (neotenia); demonstrando um acentuado dimorfismo sexual. Os Strepsiptera têm dois grandes grupos: os Stylopidia e os Mengenillidia. Os Mengenillidia incluem três famílias extintas (Cretostylopidae, Protoxenidae e Mengeidae) e mais duas famílias existentes (Bahiaxenidae e Mengenillidae; no entanto, esta última não é monofilética). São consideradas as mais primitivas, dentro da ordem, e as fêmeas (conhecidas apenas em Mengenillidae) são de vida livre (descobertas apenas em 1870 e classificadas na ordem apenas em 1919), com pernas e antenas rudimentares e com pupação fora de seus hospedeiros; sendo encontradas na região nordeste do Brasil (Bahiaxenidae), Península Ibérica, Baleares e Canárias (Mengenillidae). Na maioria os Strepsiptera são extremamente difíceis de localizar e muitas vezes é preciso encontrar o hospedeiro para encontrar a fêmea; mas os machos podem ser capturados próximos a focos de luz.

## Etimologia e significado
O nome Strepsiptera é referente à peculiar forma das asas traseiras do macho, torcidas durante o seu voo ou de aparência retorcida quando insetos secos foram examinados.

## Morfologia

### Macho
O macho adulto apresenta vida livre e é alado, com olhos compostos e esféricos, apresentando um número menor de omatídeos relativamente grandes, muito incomuns entre os insetos vivos, o que lhes dá uma aparência de amora, nos quais cada lente forma uma imagem que posteriormente é combinada no cérebro. As peças bucais são degeneradas. As antenas são flabeladas, conspícuas, com longos processos em alguns segmentos. O protórax e o mesotórax são curtos, com o segundo apresentando o primeiro par de asas reduzido. O metatórax é, algumas vezes, dez vezes maior que o resto do tórax e possui um par de grandes asas posteriores com pouca venação. O trocânter é atrofiado ou ausente, raramente desenvolvido. O tarso possui de 2 a 5 artículos. Eles têm uma vida curta, de cinco a seis horas como adultos, e sua única missão, na emergência do hospedeiro, é encontrar e fecundar uma fêmea; localizada, por seu feromônio, geralmente em abelhas ou outros insetos (tamanho dos machosː 1 a 7 milímetros).

Microfotografia da cabeça do macho. A organização anatômica dos olhos destes insetos foi proposta como uma contrapartida moderna do antigo sistema visual dos trilobitas.[4]

### Fêmea
A fêmea nunca possui asas. Em espécies parasitas é desprovida de pernas, olhos ou antenas, com sua cabeça e tórax fundidos. Ela não deixa o seu hospedeiro, passando toda a vida em seu invólucro pupal. Toda a cavidade abdominal da fêmea adulta é preenchida com embriões em desenvolvimento. Em sua presença, a cor e a forma do abdome do hospedeiro podem ser alteradas e o hospedeiro geralmente se torna estéril. Em espécies da família Mengenillidae, elas deixam o hospedeiro no final do seu último ínstar larval para pupar externamente e, após a eclosão, são de vida livre e aparência vermiforme; com a presença de todas as outras características do adulto do sexo masculino, como olhos, peças bucais, antenas, pernas e uma abertura genital ventral (tamanho das f̃êmeas: 2 milímetros a 3 centímetros).

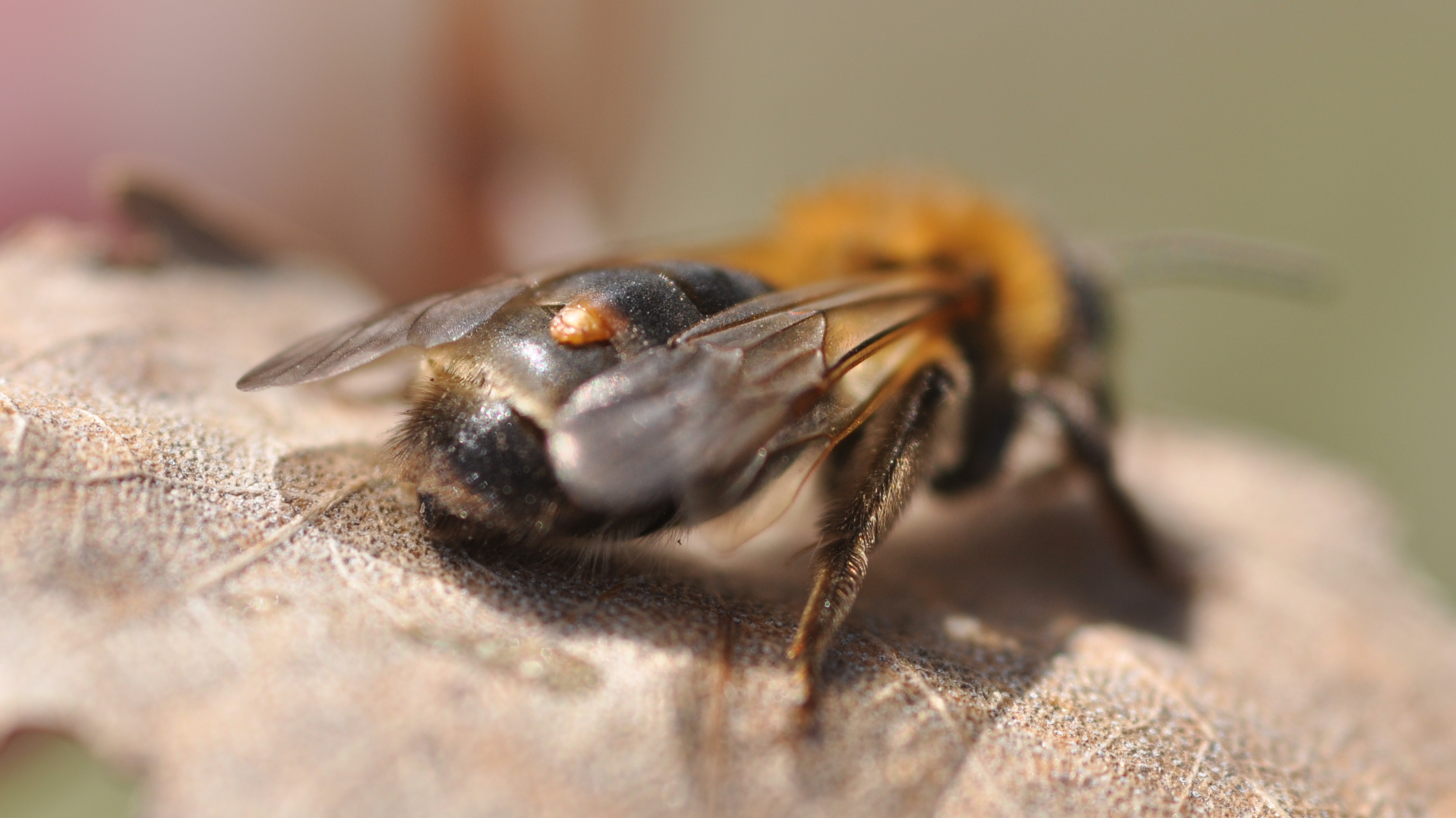
Fotografia do abdome de um Hymenoptera com uma fêmea no dorso.

### Larva
Em Strepsiptera o dimorfismo sexual não existe nos primeiros ínstares e as fêmeas são vivíparas, dando à luz larvas vivas (não ovos), o que é atípico para a maioria dos insetos. Estas larvas logo buscam ativamente um novo hospedeiro; são muito ativas, porque têm um tempo limitado para encontrar um hospedeiro antes de esgotar suas reservas alimentares. Quando estas larvas, chamadas planidia e similares às larvas triangulinas de besouros Meloidae, se prendem a um hospedeiro, elas entram secretando enzimas que amolecem a cutícula, geralmente na sua região abdominal; sendo relatado que algumas espécies entram nos ovos dos hospedeiros, antes de sua eclosão. Uma vez dentro do hospedeiro, elas sofrem hipermetamorfose e se tornam uma forma larval menos móvel e sem pernas, induzindo o hospedeiro a produzir uma estrutura em forma de saco, dentro da qual elas se alimentam e crescem. Em algumas espécies a larva possui cerdas abdominais longas, usadas para impulsioná-la em direção ao hospedeiro.

## Classificação
Os Strepsiptera são considerados como uma ordem monofilética e compartilham tantas características com os besouros que alguns entomologistas os classificam como uma superfamília dos Coleoptera. De fato, Strepsiptera e alguns besouros parasitas (nas famílias Meloidae e Rhipiphoridae) estão entre os poucos insetos que sofrem hipermetamorfose, um tipo incomum de desenvolvimento holometabólico no qual as larvas mudam de forma corporal à medida que amadurecem.